# Oberheldrungen
Oberheldrungen település Németországban, azon belül Türingiában. Lakosainak száma 739 fő (2023. december 31.).

## Népesség
A település népességének változása:
| Lakosok száma | 805  | 795  | 757  | 744  | 739  |
|               | 2017 | 2019 | 2021 | 2022 | 2023 |